# Église San Vio

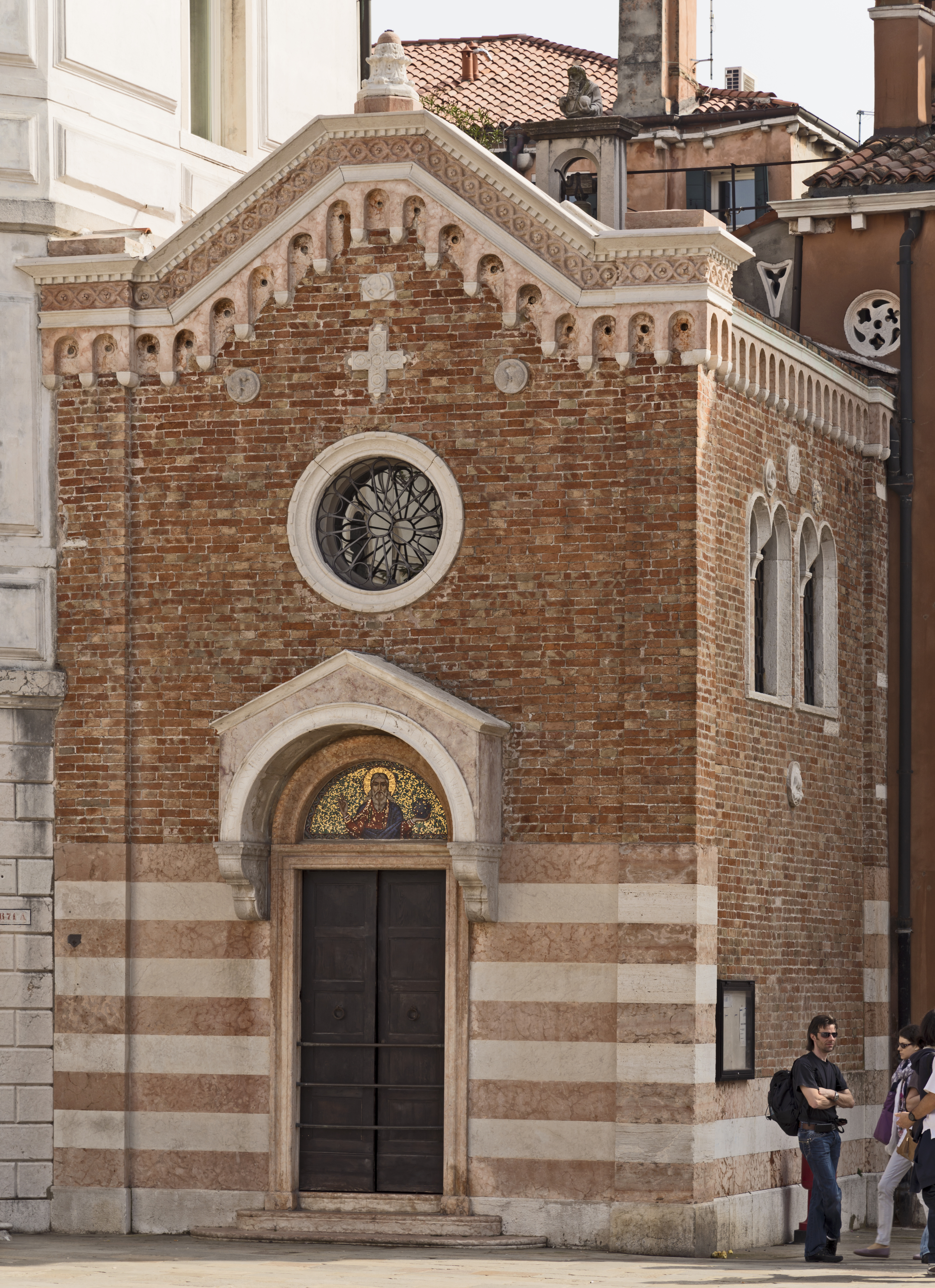
Chapelle San Vio sur l'emplacement de l'ancienne église

Pour les articles homonymes, voir Vio.
L'église San Vio était une église de Venise, situé dans le quartier de Dorsoduro.

## Histoire
L'ancienne église paroissiale des SS. Vito et Modeste, (dédiée aux saints Guy, Modeste et Crescence, vulgairement San Vio) fut érigée en 912, par les familles Vido et Magno ou Balbi. Depuis 1310 et la victoire du doge sur Bajamonte Tiepolo, il fut établi qu'en signe de gratitude tous les ans, le jour du-dit saint, l'église verrait une procession du doge et de la Seigneurie des six Grandes Écoles, les réguliers, les congrégations du clergé et le chapitre des chanoines de Castello, suivi d'un banquet fastidieux. L'église de S. Vito ferma en 1808, et en 1813 entièrement démolie.
Le propriétaire du terrain, Gaspare Biondetti Crovato y érigea en 1864 une nouvelle chapelle sur les plans de Giovanni Pividor.  

## Situation

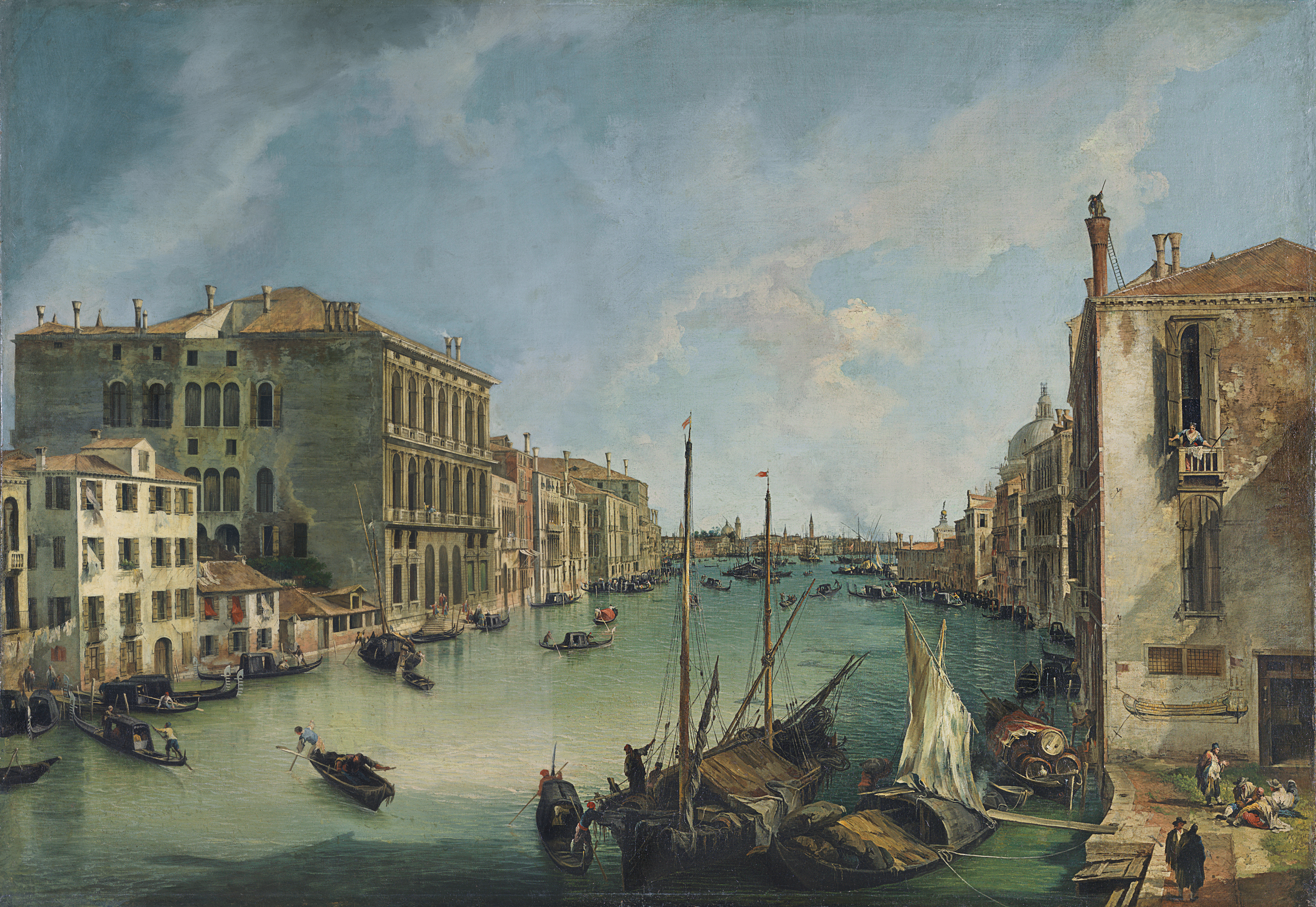
Le Grand Canal
vu du Campo San Vio
par Canaletto 1723-1724
musée Thyssen-Bornemisza

L'église était située sur le Campo San Vio, parallèlement au tracé du Grand Canal, la façade donnant sur le Rio di San Vio.
Plusieurs tableaux de Canaletto montrent la vue sur le grand canal à partir de la place devant l'église :
- Le Grand Canal, vu du Campo San Vio (1723-1724)  au musée Thyssen-Bornemisza à Madrid[1]
- Le Grand Canal regardant de l’est de Campo San Vio vers le bassin (1727-1728), appartenant à la Royal Collection[2]
- Le Grand Canal depuis le Campo san Vio, Venise (vers 1728) à la National Galleries of Scotland, d'Edimbourg[3]
- Le Grand Canal à l’est du Campo di San Vio avec le Palazzo Corner et Santa Maria della Salute dans une Collection privée[4]